# Лазуренко Юрій Миколайович
Юрій Миколайович Лазуренко (* 25 травня 1984, село Суботів Чигиринського району Черкаської області) — український історик, краєзнавець, кандидат історичних наук, викладач Черкаського державного технологічного університету, член Національної спілки краєзнавців України.

## Освіта
- Суботівська загальноосвітня школа І-ІІІ ступенів Чигиринського району Черкаської області (2001);
- Черкаський національний університет імені Богдана Хмельницького, історико-юридично-філософський факультет (2007);
- Аспірантура при кафедрі історії України Черкаського державного технологічного університету (2013).

У 2013 р. захистив кандидатську дисертацію на тему «Розвиток продуктивних сил в українському селі в роки НЕПу: історіографія проблеми».

## Професійна і громадська діяльність
- З 2013 р. працює викладачем кафедри суспільних дисциплін і права Черкаського державного технологічного університету.
- Член Національної спілки краєзнавців України (з 2004 р.).
- Член Наукового товариства істориків аграрників (з 2010 р.).
- Член Національної спілки журналістів України (з 2012 р.).

## Наукові інтереси та доробок
Ю. М. Лазуренко досліджує історіографічні аспекти українського села в добу нової економічної політики (1921–1929 рр.). Автор монографії «Економічний поступ українського села в добу нової економічної політики (1921–1929 рр.): історіографія проблеми. — Черкаси: ЧДТУ, 2014»
Автор (співавтор) понад 40 наукових праць. Основне коло наукових інтересів — аграрна історія України, історичне краєзнавство.